# The Doors Classics
The Doors Classics è una raccolta dei Doors pubblicata nel 1985 in Vinile ed è composta da 13 tracce, l'unica vera variante è l'assenza della Hit Light My Fire esclusa per la prima volta da una raccolta.

## Tracce(LP)

### Lato 1
1. Strange Days
2. Love Her Madly
3. Waiting For The Sun
4. My Eyes Have Seen You
5. Wild Child
6. The Crystal Ship
7. Five To One

### Lato 2
1. Roadhouse Blues (live)
2. Land Ho!
3. I Can't See Your Face In My Mind
4. Peace Frog
5. The WASP (Texas Radio And The Big Beat)
6. The Unknown Soldier

## Formazione
- Jim Morrison – voce
- Ray Manzarek – organo, pianoforte, tastiera, basso
- John Densmore – batteria
- Robby Krieger – chitarra

## Chart positions
- Billboard Music Charts (North America)

### Album
| Anno | Chart      | Posizione |
| ---- | ---------- | --------- |
| 1985 | Pop Albums | 124       |